# Georges R. Boulanger
Pour les articles homonymes, voir Boulanger (homonymie).
Cet article possède un paronyme, voir Georges Boulanger (homonymie).
Georges R. Boulanger (16 janvier 1909 - 23 août 1982) est un enseignant universitaire et un théoricien belge de la cybernétique.

## Biographie
Ingénieur civil des mines de l'Université de Bruxelles, docteur ès sciences mathématiques de l'Université de Paris, Boulanger est chargé par le gouvernement belge d'importantes missions scientifiques dans le monde. Il enseigne également à la Faculté polytechnique de Mons et à l'Université libre de Bruxelles.
Georges Boulanger est de ceux qui, au milieu du XXe siècle, s'enthousiasment pour les principes de la cybernétique exposés par Norbert Wiener. En 1963, il collabore avec W. Ross Ashby, créateur de l'Homéostat  et avec Burrhus Frederic Skinner   dont il introduit en Belgique le principe de l'enseignement programmé, appliqué entre autres à l'Athénée Royal d'Ixelles par Michel Delhière [4]
Il crée et préside l'Association internationale de cybernétique,dont il organise les congrès qui ont lieu à Namur du 26 au 29 juin 1956 et du 3 au 26 septembre 1958, puis tous les deux ans. Lors d'une allocution au 3e Congrès international de cybernétique, il déclare ainsi :
« Un domaine immense s'offre à nous, qui est encore inexploré. Et après les noms de Galilée et de Darwin, c'est celui de Norbert Wiener que je vous propose d'écrire. »
Lors de ce même congrès, il déclare encore :
« La cybernétique — et c'est sa raison d'exister — entend investiguer librement dans le domaine de l'esprit. Elle veut définir l'intelligence et la mesurer. Elle tentera d'expliquer le fonctionnement du cerveau et de construire des machines à penser. Elle aidera le biologiste et le médecin, et aussi l'ingénieur. La pédagogie, la sociologie, les sciences économiques, le droit, la philosophie en deviendront tributaires. Et l'on peut dire qu'il n'est pas un secteur de l'activité humaine qui puisse lui rester étranger. »
Georges R. Boulanger publie de nombreux articles et collabore à divers ouvrages dont certains de vulgarisation,,,. Intéressé par l'enseignement de la science et sa vulgarisation, il est conseiller du film La Cybernétique de Jean-Marie Piquint (collection de la cinémathèque de la Fédération Wallonie-Bruxelles).

## Écrits
- Contribution à la théorie générale des abaques à plans superposés,  Université de Paris / Bruxelles : R. Sues, 1949.
- Le Dossier de la cybernétique : utopie ou science de demain dans le monde d'aujourd'hui ? avec Léon Delpech, Abraham Moles,...et al. , Verviers : Gérard & Cie, 1968.